# Mykoła Kostomarow
Mykoła Iwanowycz Kostomarow (ukr. Микола Іванович Костомаров, ur. 4 maja?/16 maja 1817 w Jurasowce, zm. 7 kwietnia?/19 kwietnia 1885 w Petersburgu) – ukraiński historyk, pisarz i etnograf oraz jeden z pierwszych krytyków literatury ukraińskiej.

## Życiorys
W 1832 zwolniony z chłopskiego poddaństwa. W 1836 ukończył studia historyczno-filologiczne na uniwersytecie w Charkowie. W latach 1844–1847 był profesorem na uniwersytecie w Kijowie. W latach 1845–1846 współzałożyciel Bractwa Cyryla i Metodego razem z M. Hulakiem i W. Bilozerskim, brał czynny udział w tworzeniu dokumentów programowych: Knyha buttia ukrajinśkoho narodu (Книга буття українського народу) – wzorowana na Słowach wieszczych Hugues-Félicité-Robert de Lamennais i Księgach narodu polskiego i pielgrzymstwa polskiego Adama Mickiewicza i odezw: Do bratiw-ukrajinciw, Do bratiw-rosijan, Do bratiw-polakiw (До братів-українців, До братів-росіян, До братів-поляків). Wiosną 1847 r. aresztowany i więziony w Twierdzy Pietropawłowskiej, a w 1848 r. przeniesiony do Saratowa; w 1856 r. amnestionowany. Od 1858 przebywał w Petersburgu, gdzie jako profesor kierował w latach 1859–1862 katedry rosyjskiej historii na tamtejszym uniwersytecie. Był organizatorem „wtorków literackich” dla petersburskich Ukraińców. W 1862 zrezygnował z pracy wykładowcy i skupił się na badaniach naukowych. W latach 1860–1885 członek – redaktor Archeologicznej Komisji w Kijowie; pod jego redakcją w latach 1863–1884 wydano dwanaście tomów „Aktow Jużnoj i Zapadnoj Rossii” (Актов Южной и Западной России) – czasopisma dotyczącego problemów historii Rusi w XIV–XVII w. Kostomarow był fundatorem tzw. narodnickiego nurtu w ukraińskiej historiografii, uznającego naród ukraiński za samodzielny i samowystarczalny byt historyczny. Franciszek Rawita-Gawroński uważał, że Kostomarow dla swojego narodu nie pragnął żadnej odrębności politycznej, uznając tylko język ludowy, kulturę ludową i odrębność obyczajową ludu ruskiego.
Współorganizator czasopisma Osnowa („Основа”), był redaktorem jej narodowo-kulturalnej części. W 1867 napisał przedmowę oraz uporządkował i zredagował na nowo Kobzara Szewczenki. Od 1876 członek Rosyjskiej Akademii Nauk, a od 1870 Południowo-Słowiańskiej Akademii Nauk.

## Twórczość
Jeden z przedstawicieli rodzącego się narodowego ruchu ukraińskiego:
- dramatów historycznych: Sawa Czałyj (Сава Чалий, 1838) i Perejasławśka nicz (Переяславська ніч, 1841);
- prac o powstaniach kozackich: Bohdan Chmielnyćkij i wozwraszczenije Jużnoj Rusi k Rossii (Богдан Хмельницький и возвращение Южной Руси к России, 1857), Rujina (Руїна, 1879–1880), Mazepa (Мазепа, 1882), Mazepynci (Мазепинці, 1884).

Wszystkie opracowania i prace autorskie bazują na materiałach z historii Rosji: Russkaja istorija w żiznieopisanijach jejo gławniejszych dejatielej (Русская история в жизнеописаниях её главнейших деятелей, 1874–1876).
W historii literatury ukraińskiej Kostomarow zapisał się jako poeta-romantyk – zbiory poetyckie Ukrainskije bałłady (Украинские баллады, 1839), Witka (Вітка, 1840). Jego poezja charakteryzuje się rozmaitością gatunków, takich jak wiersze-ballady z historycznymi przekazami, legendami, wierzeniami ludu: Brat z sestroju (Брат з сестрою), Łastiwka (Ластівка), Steżky (Стежки), Posłaneć' (Посланець), Jawor, topola i bereza (Явор, тополя й береза), wiersze-pieśni stylizowane na ludowych przyśpiewkach: Pociłunok (Поцілунок), Roża (Рожа), Hołubka (Голубка), ludowa liryka przesiąknięta motywami walki i poetyzacją kozackiej sławy: Dawnyna (Давнина), Dity sławy, dity sławy! (Діти слави, діти слави!).
Jako jeden z pierwszych wprowadził do poezji ukraińskiej heksametr oraz wiersz dystychiczny, np. Niczna rozmowa (Нічна розмова); charakterystyczne dla jego wierszy są rytmika, brak regularnej strofy, retoryczne pytania. Tworzył powieści w języku rosyjskim: Sorok let (Сорок лет, 1840), Syn (Сын, 1865), Chołop (Холoп, 1878), Czernigowka (Черниговка, 1881).